# Stora Farbrortjärnet
Stora Farbrortjärnet är en sjö i Färgelanda kommun i Dalsland och ingår i Göta älvs huvudavrinningsområde. Stora Farbrortjärnet ligger i Kroppefjäll Natura 2000-område.